# Hector-Léonard de Sainte-Colombe de L'Aubépin
 (mars 2018).
Hector-Léonard de Sainte-Colombe de L'Aubépin (ou Laubespin), né le 2 avril 1663 au château de l’Aubépin et mort le 10 octobre 1736 au Moulard, est un poète, historien et officier de marine français des XVIIe et XVIIIe siècles.

## Biographie

### Origines et jeunesse
Issu d’une des plus anciennes familles du Beaujolais, les Sainte-Colombe, L'Aubépin fait ses humanités et sa philosophie au collège des jésuites de Lyon avant d’être reçu de minorité dans l’ordre de Saint-Jean de Jérusalem à l’âge de seize ans en 1679.

### Carrière militaire
En 1700, l'Aubépin est envoyé, lors de la guerre de Succession d'Espagne, avec deux galiotes sur le Pô et le lac de Garde, pour y faciliter le transport des troupes et des convois français, et traverser celui des ennemis. Dans des mémoires, lus en assemblées, non publiés, Mémoires sur les campagnes d'Italie où M. le Bailli de l'Aubépin a été employé dans la marine depuis 1702, il évoquait quelques-unes des campagnes auxquelles il avait participé,.
Il est nommé inspecteur des troupes des galères en 1724, et profite du temps libre que lui laisse la longue paix dont la France jouit après le traité de Rastatt pour reprendre l’étude des lettres. Familiarisé depuis sa jeunesse avec les écrivains d’Athènes et de Rome (Homère surtout, Démosthène, Horace et Tite-Live), qu’il possédait et qu’il connaissait, iI avait tout autant de gout pour les écrivains de son époque, surtout ceux du siècle de Louis XIV.
Quelques années avant la fondation de l’Académie de Marseille, son premier directeur, La Visclède, avait soumis une de ses épîtres à ses jugements littéraires. Comme poète, le commandeur de L'Aubépin répondit à l’appel qu’on lui fit de concourir à la fondation de l’Académie de Marseille et contribua à faire lever les obstacles qui s’opposaient à son établissement. Devenu lui-même membre de cette Académie, il fut amené à participer à ses assemblées. II y lut notamment, en 1731, un discours sur l’accord des lettres et des armes. La Visclède dit que L'Aubépin excellait aussi à faire des contes en vers.
Peu de temps après, l’Académie lui demande ses mémoires pour les lire lors de séances particulières. L’auteur les remercie de ces témoignages d'intérêt, mais il préfère les garder manuscrits. On y avait lu les deux premières campagnes, lorsque le départ de l’auteur pour l’expédition de Tunis et de Tripoli, interrompt cette lecture. Les corsaires de Tripoli avaient pris des bâtiments français, et le roi y envoie M. de Grandpré chef d’escadre, avec quatre vaisseaux : l’Aubépin eut ordre de l’accompagner avec deux galères. Tunis fait la paix, et Tripoli est bombardée. Rentré à Marseille, L'Aubépin offre son journal d'expédition au secrétaire perpétuel, La Visclède, qui fait éloge de ce travail mais n'ayant pas pu le persuader de le publier, celui-ci restera manuscrit.
En 1734, il fut nommé chef d'escadre des galères et ayant fait peu après un voyage à Paris, il obtient un brevet de maréchal de camp pour commander la marine. Deux galiotes commandées sous ses ordres remplirent les vues de la cour et les siennes. Cependant, sa santé dépérit durant cette campagne et lorsque la dernière guerre d’Italie fut terminée, il se rendit à Lyon, où il ne fit que languir jusqu'à sa mort, survenue au Moulard, terre située à deux journées de Lyon.

### Sources et bibliographie
- Louis Moréri, Le Grand Dictionnaire historique ou le Mélange curieux de l'histoire sacrée et profane, t. 1, Paris, chez les libraires associés, 1759, p. 478.
- Louis de La Roque, Catalogne des chevaliers de Malte, Paris, 1891, Alp. Desaide